# Calodecarya
Calodecarya es  un género de árboles con 2 especies descritas y  aceptadas, pertenecientes a la familia Meliaceae.

## Taxonomía
El género fue descrito por Jean-François Leroy y publicado en Journal d'Agriculture Tropicale et de Botanique Appliquée 7: 379. 1960. La especie tipo es: Calodecaryia pauciflora Leroy

## Especies aceptadas
A continuación se brinda un listado de las especies del género Calodecarya aceptadas hasta enero de 2013, ordenadas alfabéticamente. Para cada una se indica el nombre binomial seguido del autor, abreviado según las convenciones y usos.
- Calodecaryia crassifolia Leroy
- Calodecaryia pauciflora Leroy